# Rio Caripi (vattendrag i Brasilien, Amapá)
Rio Caripi är ett vattendrag i Brasilien.   Det ligger i delstaten Amapá, i den norra delen av landet, 2 200 km norr om huvudstaden Brasília.
I omgivningarna runt Rio Caripi växer i huvudsak städsegrön lövskog. Runt Rio Caripi är det mycket glesbefolkat, med 3 invånare per kvadratkilometer.